# Justin Tuveri
Justin Tuveri (ur. 13 maja 1898 w Collinas, zm. 5 października 2007 w Saint-Tropez) – jeden z ostatnich włoskich weteranów I wojny światowej
Urodził się w miejscowości Collinas na południu Sardynii. W 1917 roku, jako 19-latek zaciągnął się do armii włoskiej i uczestniczył w szturmie na wzgórza Mont Valbella, Col del Rosso i Col d'Echele, gdzie został poważnie raniony w nogę. Karierę wojskową zakończył jako ordynans w Cagliari w 1919 roku. 
Pod wpływem prześladowań w okresie rządów faszystowskich we Włoszech, w 1920 roku wymigrował do Francji. Od 1940 roku był obywatelem francuskim, przez blisko 80 lat mieszkał na południowym wschodzie kraju gdzie zmarł w wieku 109 lat. 